# Абба Гилель Сильвер
Абба Ѓиллель Си́лвер (англ. Abba Hillel Silver, 1893, Владиславов, Сувалкский уезд — 1963, Кливленд, США) — сионистский лидер в США, реформистский раввин, религиозный мыслитель и историк. Ключевая фигура в формировании американской поддержки создания государства Израиль.

## Биография
Родился в Сувалкской губернии (ныне Литва), в традиционной еврейской семье. Внук ортодоксального раввина. В 1902 году с семьёй эмигрировал в Нью-Йорк. С детства Сильвер увлёкся сионистской литературой, испытал влияние Ахад-ха-Ама и Т. Герцля.
В Нью-Йорке он основал и стал первым президентом сионистского клуба имени Герцля, где все заседания велись на иврите. Получил смиху в 1915 году.
Проработав два года на посту раввина в небольшом городке в Западной Виргинии, он получил приглашение возглавить влиятельнейшую реформистскую организацию «Тифэрет Исраэль» в Кливленде, в которой и прослужил до конца жизни.

## Деятельность
Как председатель американской секции Еврейского агентства 8 мая 1947 г. он выступил на Генеральной Ассамблеи ООН с требованием создать еврейское государство.
Был председателем многих сионистских и еврейских организаций, в том числе сионистской организации Американски и Центральной конференции американских раввинов, представляя там «правое» крыло. Активно поддерживал идеологию Республиканской партии среди евреев в США.

## Книги
Опубликовал ряд книг (на английском языке):
- A History of Messianic Speculation in Israel from the First through the Seventeenth Centuries. New York: Macmillan Company. 1927.
- The Democratic Impulse in Jewish History. New York: Bloch Publishing Company. 1928.
- Religion in a Changing World. New York: R.R. Smith. 1930.
- The World Crisis and Jewish Survival: A Group of Essays. New York: R.R. Smith. 1941.
- Vision and Victory: A Collection of Addresses, 1942—1948. New York: Zionist Organization of America. 1949.
- Where Judaism Differed: An Inquiry into the Distinctiveness of Judaism. New York: Macmillan. 1956.
- Moses and the Original Torah. New York: MacMillan. 1961.
- Weiner, Herbert, ed. (1967). Selected Sermons, Addresses, and Writings of Abba Hillel Silver. New York: World Pub. Co.